# Werner Brenne
Werner Brenne (* 25. November 1931 in Wanne-Eickel; † 28. Juli 2010 in Greven) war ein deutscher Politiker und ehemaliger Landtagsabgeordneter (SPD).

## Leben und Beruf
Nach dem Besuch der Volksschule und der Wirtschaftsoberschule mit dem Abschluss Abitur absolvierte er eine kaufmännische Lehre. Von 1954 bis 1958 studierte er Betriebs- und Volkswirtschaftslehre. Er war dann im Schuldienst, zuletzt als Oberstudiendirektor tätig.
Der SPD gehörte Brenne seit 1954 an. Er war Vorsitzender des SPD-Stadtverbandes Bünde.

## Abgeordneter
Vom 28. Mai 1975 bis zum 12. Oktober 1979 war Brenne Mitglied des Landtags des Landes Nordrhein-Westfalen. Er wurde im Wahlkreis 144 Herford II direkt gewählt.
Dem Gemeinderat der Gemeinde Holsen gehörte er von 1964 bis 1969 an. Von 1969 bis 1979 war Brenne Fraktionsvorsitzender der SPD-Fraktion im Rat der Stadt Bünde.